# Eucalyptus cullenii
Eucalyptus cullenii là một loài thực vật có hoa trong Họ Đào kim nương. Loài này được Cambage mô tả khoa học đầu tiên năm 1920.